# リボルビング払い
リボルビング払い（リボルビングばらい）とは、消費者金融、クレジットカード、銀行カードローンの返済方法の一方式である。「リボ払い」「リボ」などと略され、「フレックス払い」と呼ばれることもある。各サービスごとの別名を付けて、消費者に気づかれにくくした「隠れリボ払い」も存在する。リボ払いは、一見すると毎月の支払額が少なく楽なように見えるが、逆複利が働くことで、集中して繰り上げ返済を行わない限りは返済が長期に及び多大な利息が発生するため、利用は返済シミュレーションを重ねるなどして計画的に行う必要がある。月々の支払額が少ないことで消費の習慣が付き、無計画に浪費を重ねる結果に繋がりやすいため、リボ払いを積極的に利用する意義は殆どない。

## 概説
リボ払いは、毎月あらかじめ指定した一定額を返済してゆく方式である。回数指定の分割払いが各々の件に個別に指定するものである反面、リボ払いでは各々の件に対してではなく残高全体について毎月返済することによって合計残高を減らしてゆく。「リボルビング(revolving)」には「回転する」の意味があるため、回転信用とも呼ばれる。
また、リボルビング払いにおいて毎月支払う最小の返済義務額のことをミニマムペイメントと呼ぶ。ミニマムペイメント自体をリボルビング払いの本質と誤解されがちであるが、あくまでも支払い最小額を指す言葉である。また、後述する残高スライド方式のことをミニマムペイメント方式と呼ぶこともある。
後述の特徴、問題点から、ある月の期間中に複数の店舗、販売店から多額の商品、サービスを購入した際にまとめて分割可能という限定的な使用例があるにはあるが、仮にクレジットカード会社や信販会社の特典や優遇を考慮しても一般に消費者にとって利用する上の長所はほぼないといってよく、短所が多い支払い手段であるといえよう。したがって、消費者にとって基本的には利用しないことが望ましい。

## 問題点
リボルビング払いの問題点（貸す側からみると利点）としては、
- 借入額が増えても毎月の返済額が変わらないため、借金をしているという意識が薄れる。結果、知らず知らずのうちに借入を増やしてしまいがちになる。大きく変動しない毎月の返済額からまだまだ安全であると勘違いして消費の習慣が身に付き、浪費を重ねるようになる。
- 借入額が増えると返済期間が長くなり、利息の負担が激増する（逆複利[2]の効果による[疑問点 – ノート]）。
- 返済総額が分かりにくく、利息の多さが実感できなくなる。

などがあげられる。実際、返済額に対して借入額が多くなると、利息ばかり払い続けて元本がほとんど減らないという状況に陥る。消費者金融やクレジットカードのキャッシング、銀行カードローンで多重債務に陥るケースはこれらが大半である。
しかし、現実には消費者金融の返済方法の9割はリボルビング払いで占められているともいわれる。リボルビング払いが多重債務者を生む元凶になっているとの批判を受け、日本貸金業協会はリボルビング払いの返済期限を30万円以下の場合は原則3年以内、30万円を超える場合は原則5年以内とする自主規制を2007年12月に設けた。2010年6月18日には、貸金業者からの個人の借入総額が年収の3分の1に制限される貸金業法の改正（いわゆる総量規制）が施行された。これにより、リボルビング払いも含めて顧客の返済限度を超える高額の借り入れが法的にも禁止されることとなった。
一方、クレジットカードのショッピング枠や銀行カードローンは貸金業法（旧貸金業規制法）の規制を受けないため、前述の総量規制で借り入れができなくなった債務者が銀行カードローンやクレジットカード会社のリボルビング払いに移行し、返済に耐えられなくなるトラブルが急増している。
もともとクレジットカード業界においては、多額の利息収入を見込めるリボルビング払いに顧客を誘導する傾向が少なからず見られた。特に、グレーゾーン金利問題で、収益源であったキャッシングやカードローンの金利が引き下げられた影響で、その傾向は顕著になっている。
具体的には
- リボルビング払いで買い物をすると特典（ポイントの優遇、ショッピング保険の適用対象など）を与える。
- リボルビング払い専用のカードのみ年会費無料にする。
- 1回払いやボーナス一括払いからリボルビング払いにいつでも簡単に変更できるがその逆はできない。
- 自動リボ払いの登録でカード年会費の割引やポイントプレゼントの各種キャンペーンが受けられる。

などである。2010年代に入ってからは、リボルビング払い専用のカードのラインナップが各社間で増えており、ネット上のバナー広告などを利用して積極的に消費者に売り込みを図っている。しかし、たとえショッピング枠であっても破産（いわゆる「カード破産」）の危険があることに変わりはなく、何らかの規制を求める声が根強いが、現状では野放しになっている。

## 過払金
最一判平成19年6月7日民集61巻4号1537頁（判例情報。2014年8月28日閲覧）では、カードローンのリボルビング払い方式について、同一の基本契約の期間において、過払金が生じる借入が別個にあった場合でも一連の取引とみなすとした。

## 分割払いとの違い
分割払いは商品の購入など、利用（取引）ごとに支払いが分割される。このため、商品ごとに毎月の返済額が計算される。これに対し、リボルビング払いでは毎月の利用総額に対して支払額を分割する。分割払いは店頭で分割回数を指定するが、リボルビング払いは店頭では一括払いとして扱われる。このため、分割払いに対応していない店舗であっても実質的には分割して支払うことが可能になると言える。

## リボルビング払いの種類
リボルビング払いは大きく分けて定額方式、定率方式、残高スライド方式に分類される。

### 定額方式
元利定額リボルビング方式
毎月、あらかじめ指定した一定額を支払い、その中から利息を差し引いた金額を元金返済に充てる方式。
支払額は毎月一定であるが一定額の中に利息の支払いが含まれているため、元金が指定した額ずつ返済されるわけではない。
元金定額リボルビング方式
毎月、あらかじめ指定した一定額に加えて利息を支払う方式。
指定した一定額はすべて元金の返済に充てられ、それとは別に金利を支払う点が特徴。このため同額に設定した場合、元利定額リボルビング方式と比較して早期に返済が終了する。

### 定率方式
元利定率リボルビング方式
毎月、〆日における借入残高を確定し、借入残高に利息を加えた額に対して指定した割合（定率）で返済する方式。
元金定率リボルビング方式
毎月、〆日における借入残高を確定し、借入残高に対して指定した割合（定率）で返済する方式で借入残高に定率を乗じた返済額に加えて利息を支払う方式。
定率方式は借入残高に対して常に100%未満の返済を行うため、本方式のみでは理論上返済が終了しない。このため、完全に清算するためには明示的に一括返済を行うなどの手続きが必要。

### 残高スライド方式
毎月、〆日における借入残高を確定し借入残高に応じて段階的に返済定額（ミニマムペイメント）または定率を変更する方式（スライド制）の総称。残高スライド方式は大別して残高スライド定額方式と残高スライド定率方式に分かれ、それぞれが更に元利均等方式および元金均等方式に分類される。

#### 残高スライド定額方式
残高スライド方式のうち、借入残高に応じて段階的に返済定額を変更する方式。定額リボルビング方式にスライド制を導入したもの。
残高スライド元利定額リボルビング方式
残高スライド定額方式のうち、定額部分から利息を差し引いた金額を元金返済に充てる方式。元利定額リボルビング方式にスライド制を導入したもの。
残高スライド元金定額リボルビング方式
残高スライド定額方式のうち、定額部分に利息を加えて支払う方式。元金定額リボルビング方式にスライド制を導入したもの。

#### 残高スライド定率方式
残高スライド方式のうち、借入残高に応じて段階的に返済定率を変更する方式。定率リボルビング方式にスライド制を導入したもの。
残高スライド元利定率リボルビング方式
残高スライド定率方式のうち、借入残高に利息を加えた額に定率を乗じた額から利息を差し引いた金額を元金返済に充てる方式。元利定率リボルビング方式にスライド制を導入したもの。
残高スライド元金定率リボルビング方式
残高スライド定率方式のうち、借入残高に定率を乗じた額に利息を加えて支払う方式。元金定率リボルビング方式にスライド制を導入したもの。

### 各方式の特徴
定額払いの場合、負債の大小に関わらず返済額が一定（元利定額払いの場合は利息分の変動あり）であるため負債残高が高額になるとなかなか元金が減らず、返済が終了しないという問題がある。
一方で定率方式の場合、前述のように負債残額が小額になっても少ない残額に対する一定割合しか返済できないため元金が減るにつれて返済額が減少し、なかなか返済が終了しない。
残高スライド方式では定額払いと定率払いの長所を組み合わせることで、両者の欠点をカバーしていると言える。
なお、ほとんどのクレジット会社では、リボ残高をさらに減らすための、任意の支払日における返済額のミニマムペイメント以上の一時的な増額や、リボ残高の一括支払い（返済）を受け付けている。